# پونته لامبرو
پونته لامبرو (به ایتالیایی: Ponte Lambro) یک کومونه در ایتالیا است که در استان کومو واقع شده‌است.

## خصوصیات
پونته لامبرو ۳٫۴ کیلومترمربع مساحت و ۴٬۱۴۵ نفر جمعیت دارد.

## خواهرخوانده
شهرهای Zawiercie، کامیانتس-پودیلسکیی و کورتال خواهرخوانده‌های پونته لامبرو هستند.